# كريس وو
كريس وو (بالصينية المبسطة: 吴亦凡)‏ (ولد في 6 نوفمبر 1990) من أبوين صينيين، في غوانجو الصين وسافر مع والدته إلى كندا في عمر 9-10 سنة بعد ان انفصل والديه حصل على الجنسية الكندية أتم 17 عاما ثم ذهب إلي كوريا الجنوبية، إلي مدينة سول، إلي شركة إس إم إنترتينمنت (إس إم الترفيهية)، وظل هنالك كـمتدرب لمدة 5 سنوات في خلالها قد أتقن الغناء والرقص واللغة الكورية وكان متقن الصينية والإنجليزية وتم ترسيمه كـرئيس لفريق إكسو إم المتفرع من إكسو، وكـمغنى راب رئيسي في الفرقة ثم انهى عقده مع الشركة. واسمه في الصين (وويفان) أما في كندا فيسمى (كيفن).

## روابط خارجية
- كريس وو على موقع IMDb (الإنجليزية)
- كريس وو على موقع روتن توميتوز (الإنجليزية)
- كريس وو على موقع ميوزك برينز (الإنجليزية)
- كريس وو على موقع ديسكوغز (الإنجليزية)
- كريس وو على موقع قاعدة بيانات الفيلم (الإنجليزية)